# Pasquale Festa Campanile
Pour les articles homonymes, voir Festa (homonymie).
Pasquale Festa Campanile, né le 28 juillet 1927 à Melfi, dans la province de Potenza en Basilicate, et mort le 25 février 1986 à Rome, est un scénariste, un réalisateur et un écrivain italien.

## Biographie
Pasquale Festa Campanile naît à Melfi, dans la province de Potenza, le 28 juillet 1927. En 1936, sa famille déménage à Rome, où il commence à travailler comme journaliste et critique littéraire. En 1947, il devient rédacteur de la revue La Fiera Letteraria (it). En 1948, il reçoit le prix littéraire La Caravella et en 1951, le prix Marzotto pour le journalisme. Durant cette période, il se consacre aussi à la radio, puis à la télévision.
Il pénètre le monde de Cinecittà comme scénariste dans Faddija - La legge della vendetta (it) (1949) de Roberto Bianchi Montero. Il revient au monde du cinéma en 1955 pour le sujet et le scénario de Les Amoureux de Mauro Bolognini, film qui emporte le Ruban d'argent. En 1956, il collabore à la réalisation de Pauvres mais beaux de Dino Risi.
En 1957, il publie son premier roman, inspiré d'épisodes autobiographiques, L'Impossible Isabelle (La nonna Sabella), qui lui vaut les prix Re degli amici et Corrado Alvaro. Le livre suscite la curiosité dans le milieu du cinéma, au point que Dino Risi en tire un film, L'Impossible Isabelle, qui aura même une suite l'année suivante, La nipote Sabella (it), réalisée par Giorgio Bianchi.
Il met momentanément la littérature de côté pour se charger des scénarios de films qui deviendront prestigieux comme Rocco et ses frères et Le Guépard de Luchino Visconti, Le Mauvais Chemin de Mauro Bolognini et La Bataille de Naples de Nanni Loy. À partir de 1963, il passe à la réalisation, tournant avec des résultats variés de nombreux films, couvrant tous les genres du drame à la comédie à l'italienne, de la satire au film en costume.
Il obtient son premier succès comme réalisateur en 1963 avec Amour sans lendemain, réalisé avec Massimo Franciosa, avec lequel il dirige aussi Le Sexe des anges en 1964. Avec amour et avec rage en 1965, tiré du roman homonyme de Vasco Pratolini, est le premier film où il apparaît au générique comme seul réalisateur. Il réalise d'autres films comme les comédies à l'italienne L'Amour à cheval (1968), avec Catherine Spaak et Jean-Louis Trintignant et Ma femme est un violon (1971) avec Laura Antonelli et Lando Buzzanca. Ces comédies ont souvent un accent érotique.
En 1973, il réalise Rugantino, transposition au cinéma de la comédie musicale de Garinei et Giovanini, avec Adriano Celentano comme acteur principal. Adriano Celentano sera également dans d'autres films du réalisateur, comme Mon curé va en boîte (1980) et Bingo Bongo (1982).
À partir de 1975, il revient à l'écriture, et publie quelques récits, qu'il adapte parfois lui-même à l'écran. parmi ceux-ci on peut trouver : La Fille de Trieste, Le Larron (Prix Campiello) et En 2000, il conviendra de bien faire l'amour. C'est en revanche Giovanni Veronesi qui porte Per amore, solo per amore (Prix Campiello 1984) au grand écran en 1993.
Il réalise en 1976 La Grande Bagarre, avec Bud Spencer et Enzo Cannavale, qui revisite de façon ironique l'épisode historique du défi de Barletta. En 1977, c'est La Proie de l'autostop avec Franco Nero et Corinne Clery, qui tranche avec le reste de sa carrière, puisque c'est un thriller qui a subi de la censure, en particulier hors d'Italie. Il revient à la comédie avec Come perdere una moglie e trovare un'amante en 1978, avec Johnny Dorelli et Barbara Bouchet. En 1979, Il corpo della ragassa, avec Lilli Carati et Enrico Maria Salerno obtient un succès discret, bien que certains critiques aient décrié la réalisation et la mise en scène ainsi que le jeu de Lilli Carati.
Dans les années 1980, Pasquale Festa Campanile se penche se le délicat thème de l'homosexualité dans Personne n'est parfait (1981), avec Renato Pozzetto et Ornella Muti, où celle-ci tient le rôle d'un homme qui a autrefois décidé de changer de sexe et Renato Pozzetto le rôle de son compagnon. Un autre film sur le même thème est Più bello di così si muore (1982), avec Enrico Montesano dans le rôle d'un travesti. Il petomane (1983) est une de ses comédies les plus connues, inspirée par la vie de l'artiste Joseph Pujol, connu comme « Le pétomane », interprété dans le film par Ugo Tognazzi.
Le réalisateur est décédé à la clinique Sanatrix de Rome, à l'âge de 58 ans, des suites d'un cancer du foie. Il repose au cimetière de Lariano, près de Velletri.

## Vie privée
Il a épousé en premières noces la peintre Anna Salvatore (it) et a entretenu pendant un certain temps des relations amoureuses avec les actrices Maria Grazia Spina, Catherine Spaak et Lilli Carati. Il s'est ensuite marié avec l'écrivain Rosalba Mazzamuto,, qui est restée avec lui jusqu'à sa mort.

## Filmographie

### Réalisateur
- 1963 : Amour sans lendemain (Un tentativo sentimentale)
- 1964 : Le Sexe des anges (Le voci bianche)
- 1964 : Avec amour et avec rage (La costanza della ragione)
- 1966 : C'est mon mari et je le tue quand bon me semble (Il marito è mio e l'ammazzo quando mi pare)
- 1966 : Adulterio all'italiana
- 1966 : Une vierge pour le prince (Una vergine per il principe)
- 1967 : La Fille et le Général (La ragazza e il generale)
- 1968 : La Ceinture de chasteté (La cintura di castità)
- 1968 : L'Amour à cheval (La matriarca)
- 1969 : Échec à la reine (Scacco alla regina)
- 1969 : Dove vai tutta nuda?
- 1970 : Tu peux ou tu peux pas ? (Con quale amore, con quanto amore)
- 1970 : Quand les femmes avaient une queue (Quando le donne avevano la coda)
- 1971 : Ma femme est un violon (Il merlo maschio)
- 1972 : Jus primae noctis
- 1972 : La calandria
- 1972 : Quand les femmes perdirent leur queue (Quando le donne persero la coda)
- 1973 : Rugantino
- 1973 : L'emigrante
- 1974 : La sculacciata
- 1975 : En 2000, il conviendra de bien faire l'amour (Conviene far bene l'amore)
- 1976 : Dimmi che fai tutto per me
- 1976 : La Grande Bagarre (Il soldato di ventura)
- 1977 : Cara sposa
- 1977 : La Proie de l'autostop (Autostop rosso sangue)
- 1978 : Gegè Bellavita
- 1978 : Comment perdre sa femme et trouver une maîtresse (Come perdere una moglie e trovare un'amante)
- 1978 : Il ritorno di Casanova
- 1979 : Week-end à l'italienne (Sabato, domenica e venerdì)
- 1979 : Il corpo della ragassa
- 1980 : Mon curé va en boîte (Qua la mano)
- 1981 : Manolesta
- 1981 : Culo e camicia
- 1981 : Le Larron (Il ladrone)
- 1981 : Personne n'est parfait (Nessuno è perfetto)
- 1982 : Marche au pas ! (Porca vacca)
- 1982 : Più bello di così si muore
- 1982 : La Fille de Trieste (La ragazza di Trieste)
- 1983 : Un povero ricco
- 1983 : Il petomane
- 1983 : Bingo Bongo
- 1984 : Uno scandalo perbene

### Scénariste
- 1950 : Faddija - La legge della vendetta (it) de Roberto Bianchi Montero
- 1955 : Les Amoureux (Gli innamorati) de Mauro Bolognini
- 1957 : Terreur sur Rome (Terrore sulla città) d'Anton Giulio Majano
- 1957 : Pauvres mais beaux (Poveri ma belli), de Dino Risi
- 1957 : Il cocco di mamma de Mauro Morassi
- 1957 : Beaux mais pauvres (Belle ma povere), de Dino Risi
- 1957 : La donna che venne dal mare de Francesco De Robertis
- 1957 : L'Impossible Isabelle (La nonna Sabella) de Dino Risi
- 1957 : Vacances à Ischia (Vacanze a Ischia) de Mario Camerini
- 1958 : Ladro lui, ladra lei de Luigi Zampa
- 1958 : Les Jeunes Maris (Giovani mariti), de Mauro Bolognini
- 1958 : Mon gosse (Totò e Marcellino) d'Antonio Musu
- 1959 : Poveri milionari de Dino Risi
- 1959 : Nous sommes tous coupables (Il magistrato) de Luigi Zampa
- 1959 : La cento chilometri de Giulio Petroni
- 1959 : Venise, la lune et toi (Venezia, la luna e tu), de Dino Risi
- 1959 : Tutti innamorati de Giuseppe Orlandini
- 1959 : Ferdinand 1er, roi de Naples (Ferdinando I° re di Napoli) de Gianni Franciolini
- 1960 : Les Trois etc. du colonel (Le tre eccetera del colonnello) de Claude Boissol
- 1961 : L'Assassin (L'assassino), d'Elio Petri
- 1961 : Le Mauvais Chemin (La viaccia), de Mauro Bolognini
- 1962 : Smog, de Franco Rossi
- 1962 : La Beauté d'Hippolyte (La bellezza di Ippolita) de Giancarlo Zagni
- 1962 : La Bataille de Naples, de Nanni Loy
- 1963 : In Italia si chiama amore de Virgilio Sabel — documentaire
- 1963 : Amour sans lendemain (Un tentativo sentimentale) de lui-même
- 1964 : Avec amour et avec rage (La costanza della ragione) de lui-même
- 1964 : Le Sexe des anges (Le voci bianche) de lui-même
- 1966 : Une vierge pour le prince (Una vergine per il principe) de lui-même
- 1968 : Une veuve dans le vent (Meglio vedova) de Duccio Tessari
- 1969 : Dove vai tutta nuda? de lui-même
- 1970 : Tu peux ou tu peux pas ? (Con quale amore, con quanto amore) de lui-même
- 1970 : Quand les femmes avaient une queue (Quando le donne avevano la coda) de lui-même
- 1971 : Ma femme est un violon (Il merlo maschio) de lui-même
- 1992 : L'urlo della verità (it) de Stelvio Massi de lui-même
- 1973 : Rugantino de lui-même
- 1973 : L'emigrante de lui-même
- 1974 : La sculacciata de lui-même
- 1975 : En 2000, il conviendra de bien faire l'amour (Conviene far bene l'amore) de lui-même
- 1977 : Cara sposa de lui-même
- 1977 : La Proie de l'autostop (Autostop rosso sangue) de lui-même
- 1978 : Gegè Bellavita de lui-même
- 1979 : Week-end à l'italienne (Sabato, domenica e venerdì) de lui-même
- 1982 : Marche au pas ! (Porca vacca) de lui-même
- 1982 : La Fille de Trieste (La ragazza di Trieste) de lui-même
- 1984 : Uno scandalo perbene de lui-même
- 1989 : Joyeux Noël, bonne année (Buon Natale… buon anno), de Luigi Comencini — film posthume